# Мейер, Марсель
Марсель Мейе́р (фр. Marcelle Meyer; 22 мая 1897 — 17 ноября 1958) — французская пианистка.
Родилась 22 мая 1897 года в городе Лилль (Франция). С пяти лет училась игре на фортепиано у своей сестры Жермен. В 1911 году поступила в класс Альфреда Корто в Парижской консерватории. Закончила консерваторию через два года, получив первую премию по классу фортепиано.
В 1922 году Марсель вошла в круг общения современных ей французских композиторов и вскоре стала значимым интерпретатором их музыки.
Марсель Мейер известна также исполнениями музыки периода барокко и музыки Моцарта.
В течение 90-х годов многие записи Марсель Мейер были переизданы на компакт-дисках фирмой EMI-France.